# Isidro del Río
Isidro del Río y del Barrio (Huaraz, 1812 - Huaraz, 1870) fue un político peruano, diputado de la República, alcalde de la provincia de Huaraz y prefecto del departamento de Áncash.

## Biografía
Nació en la ciudad de Huaraz, su padre fue el coronel panameño José María del Río Bahamonde quien fuera alcalde de Huaraz en 1822, este llegó al Perú con Simón Bolivar, durante la Independencia del Perú.
Fue elegido diputado por Huaylas entre 1855 y 1860 participando en la Convención Nacional del Perú de 1855 durante la presidencia de Ramón Castilla.